# Rżanica (stacja kolejowa)
Rżanica (ros. Ржаница) – stacja kolejowa w miejscowości Rżanica, w rejonie żukowskim, w obwodzie briańskim, w Rosji. Położona jest na linii Briańsk – Smoleńsk.

## Historia
Stacja powstała w XIX w. na drodze żelaznej orłowsko-witebskiej pomiędzy stacjami Sielco i Trosna.